# 成翊世
成翊世（?—?），字季明，平原郡（今山东平原县）人，中国東漢官员。
成翊世少年好学，深明道术。开始担任郡吏，汉安帝时上书邓太后，请太后还政安帝，被治罪。安帝亲政后，征拜尚书郎。中常侍樊丰、皇帝乳母王圣一起試圖讓皇帝廢除刘保皇太子地位，安帝废太子为济阴王。成翊世上书反对废皇太子，又指控樊丰、王圣诬告。安帝不听，樊丰等以重罪治他，下狱当死，有诏将成翊世再度免官归本郡。济阴王即位为汉顺帝，司空张晧征辟他。张晧以之前太子被废成翊世上书反对，推荐他为议郎。成翊世自以功劳不大，耻于受官，自劾而归。尚书仆射虞诩更加敬重他，想要让他共参朝政，于是上书再推荐，征拜为议郎。后尚书令左雄、仆射郭虔再推举为尚书。成翊世在朝正色，百官敬重。